# All That We Let In
All That We Let In è il nono album in studio del duo musicale statunitense Indigo Girls, pubblicato nel 2004.

## Tracce
1. Fill It Up Again (Emily Saliers) – 3:49
2. Heartache for Everyone (Amy Ray) – 3:15
3. Free in You (Saliers) – 3:47
4. Perfect World (Ray) – 3:36
5. All That We Let In (Saliers) – 4:40
6. Tether (Ray) – 6:15
7. Come On Home (Saliers) – 4:41
8. Dairy Queen (Ray) – 3:49
9. Something Real (Saliers) – 4:09
10. Cordova (Ray) – 3:47
11. Rise Up (Saliers) – 4:10